# Reflector de neutrones
Un reflector de neutrones es cualquier material que refleje neutrones. Esto se refiere a la dispersión elástica en vez de reflexión especular. El material puede ser grafito, berilio, plomo, acero, carburo de wolframio u otros materiales. Un reflector de neutrones también puede hacer masa subcrítica a partir de material fisible crítico o incrementar la cantidad de fisión nuclear por la cual pasa la masa crítica.